# 대한민국 상법 제329조
대한민국 상법 제329조는 자본금의 구성에 대한 상법 회사법의 조문이다.

## 조문
제329조(자본금의 구성) ① 회사는 정관으로 정한 경우에는 주식의 전부를 무액면주식으로 발행할 수 있다. 다만, 무액면주식을 발행하는 경우에는 액면주식을 발행할 수 없다.
② 액면주식의 금액은 균일하여야 한다.

③ 액면주식 1주의 금액은 100원 이상으로 하여야 한다.

④ 회사는 정관으로 정하는 바에 따라 발행된 액면주식을 무액면주식으로 전환하거나 무액면주식을 액면주식으로 전환할 수 있다.

⑤ 제4항의 경우에는 제440조, 제441조 본문 및 제442조를 준용한다.

## 참고 문헌
- 이기수, 최병규, 회사법 상법강의 2, 박영사, 2015. ISBN 9791130327822

## 같이 보기
- 주식
- 액면주식
- 무액면주식